# Primarias del Partido Demócrata de 2008 en Ohio
Las primarias presidenciales demócratas de Ohio de 2008 se llevaron a cabo el 4 de marzo de 2008 y estaban abiertas a cualquiera que solicitara una boleta o cédula del Partido Demócrata. En 2008, cualquier votante de Ohio registrado podía solicitar el día de las elecciones una boleta primaria del partido Demócrata o Republicano, firmando una declaración jurada que declara que apoya los principios del partido cuya boleta está obteniendo.
Ohio envió 141 delegados comprometidos a la Convención Nacional Demócrata de 2008, que fueron otorgados a los candidatos proporcionalmente según el resultado de las elecciones. Además, la delegación de Ohio incluyó a 20 superdelegados no comprometidos que no estaban sujetos a la votación. Hillary Clinton ganó las primarias.

## Debate
Hillary Clinton y Barack Obama aparecieron en un debate televisado en la Universidad Estatal de Cleveland el 26 de febrero. Ellos abordaron temas como campaña negativa, la atención médica y el libre comercio. Clinton se hizo eco de un aspecto que su campaña había enfatizado en los días previos, sobre que la cobertura mediática hacia ella era más dura en comparación a la de Obama, refiriéndose a un sketch de Saturday Night Live que recogió un punto similar de un fin de semana anterior.
La escritora del New York Times Alessandra Stanley notó que el debate, hecho por MSNBC y preguntas hechas por Tim Russert, "parecieron un poco como una parodia Saturday Night Live." Hillary Clinton apareció luego en el show en vivo de Saturday Night Live para abrir el show y proveer un debate presidencial.

## Resultados
Las recientes encuestas y opiniones muestran que la Senadora Hillary Clinton lleva la ventaja sobre el Senador Barack Obama de 51 a 37 por ciento, al 13 de febrero de 2008.
| Leyenda: | se ha retirado antes a la contienda |

| Ohio Democratic presidential primary, 2008 100% de los precintos reportados | Ohio Democratic presidential primary, 2008 100% de los precintos reportados | Ohio Democratic presidential primary, 2008 100% de los precintos reportados | Ohio Democratic presidential primary, 2008 100% de los precintos reportados |
| Candidate                                                                   | Votes                                                                       | Percentage                                                                  | Delegates                                                                   |
| --------------------------------------------------------------------------- | --------------------------------------------------------------------------- | --------------------------------------------------------------------------- | --------------------------------------------------------------------------- |
| Hillary Clinton                                                             | 1,212,077                                                                   | 54.29%                                                                      | 75                                                                          |
| Barack Obama                                                                | 982,172                                                                     | 43.99%                                                                      | 66                                                                          |
| John Edwards                                                                | 38,293                                                                      | 1.72%                                                                       | 0                                                                           |
| Totals                                                                      | 2,232,542                                                                   | 100.00%                                                                     | 141                                                                         |